# نارسیسو ایبانیس منتا
نارسیسو ایبانیس منتا (اسپانیایی: Narciso Ibáñez Menta‎؛ ‏ تلفظ اسپانیایی: [naɾˈθiso iˈβaɲeð ˈmenta]؛ ‏ ۲۵ اوت ۱۹۱۲ – ۱۵ مهٔ ۲۰۰۴) بازیگر و فیلم‌نامه‌نویس اهل اسپانیا بود.
نارسیسو ایبانی‌یس سرادور پسر او بود.
از فیلم‌هایی که وی در آن‌ها نقش داشته است، می‌توان به زندانی ۱۰۴۰ و دوبار شلیک کن اشاره نمود.